# Michael Artin
Michael Artin (Amburgo, 28 giugno 1934) è un matematico statunitense, di origine armena, professore emerito al dipartimento di matematica del Massachusetts Institute of Technology, conosciuto per i suoi contributi in geometria algebrica e in algebra non commutativa, per i quali gli è stato assegnato il premio Steele nel 2002 e il premio Wolf per la matematica nel 2013.

## Biografia
Nacque ad Amburgo, da Natalia Naumovna Jasny (Natascha) e Emil Artin, quest'ultimo celebre algebrista austriaco di origine armena, discendente di un mercante di tappeti stabilitosi a Vienna nel XVIII secolo. 
Una delle sue due figlie, Wendy Artin, è una pittrice di fama, con studio in Roma, moglie del libraio romano Bruno Boschin, fondatore della Libreria del viaggiatore in via del Pellegrino a Campo de' Fiori.
Nato nella Germania nazista, Artin crebbe nello stato dell'Indiana, negli Stati Uniti d'America, dove la sua famiglia si era trasferita per sfuggire alla persecuzione razziale nazista che incombeva sul nucleo familiare a causa del fatto che sua nonna materna era ebrea.
Artin ha studiato alla Princeton University, dove ha ricevuto l'Artium Baccalaureus nel 1955, avendo come relatore Ralph Fox, studioso di topologia algebrica e teoria dei nodi. Si spostò, quindi, alla Harvard University, dove ha conseguito il Ph.D. nel 1960 sotto la supervisione di Oscar Zariski, discutendo una tesi sulle superfici di Enriques.
In quegli anni, a Harvard, sotto l'influenza della personalità di Oskar Zariski (già allievo, all'Università di Roma, della Scuola italiana di geometria algebrica), Artin, insieme ad altri pupilli di Zariski (come Peter Falb, Heisuke Hironaka, e David Mumford) decise di orientarsi sulla geometria algebrica, una branca della matematica che, a quell'epoca, secondo le parole di Artin, stava vivendo "una stagione entusiasmante, in cui la classificazione delle superfici algebriche, [...] coronamento dei risultati della scuola italiana [...] stava entrando nel mainstream della matematica", mentre il campo di indagine conosceva un profondo rinnovamento nei linguaggi e nei metodi teorici grazie al lavoro Zariski, Jean-Pierre Serre e Alexander Grothendieck. 
Negli anni '60, Artin trascorse periodi di ricerca in Francia, dove ebbe modo di frequentare l'ambiente matematico che gravitava intorno all'Institut des Hautes Études Scientifiques (IHÉS), contribuendo, sulla teoria dei topos e sulla coomologia étale, ai volumi SGA4 del Séminaire de Géométrie Algébrique du Bois Marie condotto da Grothendieck. Il suo studio sul problema di caratterizzare i funtori rappresentabili nella  categoria degli schemi ha condotto al teorema di approssimazione di Artin, in algebra locale. Questo risultato, oltre a rivelarsi di grande influenza nella teoria dei moduli, avrebbe portato al sorgere dei concetti di spazio algebrico e stack algebrico. Inoltre, Artin ha dato contributi alla teoria della deformazione di varietà algebriche. 
Nel tempo, i suoi interessi di ricerca iniziarono a distogliersi dalla geometria algebrica per rivolgersi all'algebra non commutativa (in particolare gli anelli non commutativi), soprattutto per ciò che riguarda gli aspetti geometrici: questo progressivo cambio di rotta ebbe inizio dopo aver assistito a una conferenza di Shimshon Amitsur e dopo un incontro avuto all'Università di Chicago con Claudio Procesi e Lance W. Small (che all'epoca erano a Chicago come allievi dottorali di Israel Nathan Herstein), che "incoraggiarono la sua prima incursione nel campo della teoria degli anelli". Lo spostamento definitivo avverrà verso la metà degli anni '80, quando, insieme a Bill Schelter, si dedicò a uno studio sperimentale sui piani quantici, usando Affine, un pacchetto software realizzato dallo stesso Schelter.

## Riconoscimenti e affiliazioni
Nel 2002, Artin ottenne il Leroy P. Steele Prizes alla carriera, riconoscimento conferito ogni anno dalla American Mathematical Society.  
Nel 2005 ha ricevuto la Harvard Centennial Medal. 
Nel 2013 ha vinto il Wolf Prize in Mathematics. 
Artin è membro della the National Academy of Sciences e socio della American Academy of Arts and Sciences (1969), della American Association for the Advancement of Science, della Society for Industrial and Applied Mathematics (SIAM), e della American Mathematical Society.